# VAW-116
116ème Escadron de commandement et de contrôle aéroporté
Le Carrier Airborne Early Warning Squadron One One Six (CARAEWRON 111 ou VAW-111), connu sous le nom de "Sun Kings", est un escadron de Système de détection et de commandement aéroporté de l'US Navy sur le E-2 Hawkeye. Il a été créé le 20 avril 1967 au Naval Air Station Point Mugu.
Il est assigné actuellement au Carrier Air Wing Seventeen (CVW-17) à bord du USS Nimitz (CVN-68). 

## Historique
L'escadron a été initialement créé le 20 avril 1967 et formé à partir d'un détachement du VAW-11, pilotant le E-2A Hawkeye.
Pour augmenter l'efficacité et la préparation au combat, l'escadron VAW-11 a été renommé Carrier Airborne Early Warning Wing 11 tandis que ses différents détachements ont été établis en tant qu'escadron VAW individuellement distinct désignés VAW-110, VAW-111, VAW-112, VAW-113, VAW-114, VAW-115 et VAW-116. Il a d'abord effectué trois déploiements au sein du Carrier Air Wing Fifteen (CVW-15) à bord de l'USS Coral Sea (CV-43) pour opérer pendant la guerre du Vietnam

### Années 1970

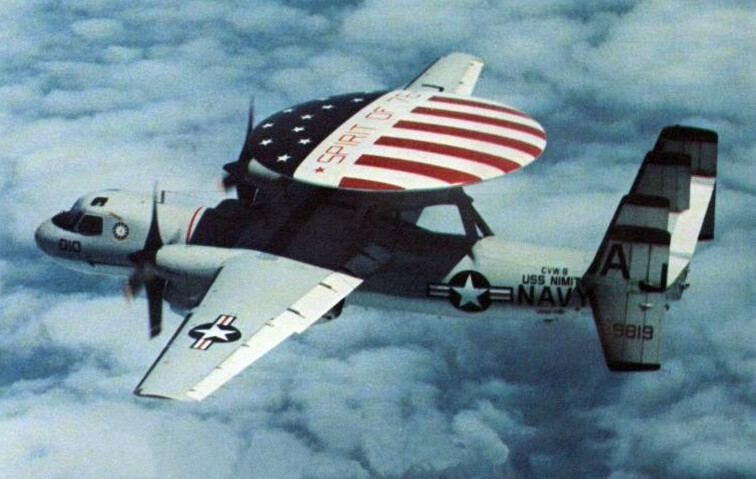
E-2B Hawkeye du VAW-116 dans les marques du bicentenaire de 1976

Durant cette décennie, le VAW-116 à d'abord effectué trois déploiements au sein du Carrier Air Wing Nine (CVW-9) à bord de l'USS Constellation (CV-64), toujours pour la guerre du Vietnam.
En juillet 1975, leVAW-116 a été transféré à l'Attack Carrier Air Wing Eight (CVW-8) et a effectué deux déploiements à bord de l'USS Nimitz (CVN-68) (Atlantique en 1975 et Méditerranée en 1977)
Puis l'escadron est transféré au Carrier Air Wing Seventeen CVW-17) avec l'USS Forrestal (CV-59) en Méditerranée et dans l'Atlantique Nord en (1978).

### Années 1980-1990
En 1980 le VAW-116 effectue un déploiement dans le Pacifique occidental/l'océan Indien avec le CVW-9 à bord de l'USS Constellation à l'appui des opérations d'urgence en Irak. L'escadron est ensuite affecté au Carrier Air Wing Two en 1981. De 1982 à 1999, le VAW-116 effectue 13 déploiements à bord de trois porte-avions différents :
- 8 USS Ranger (CV-61)
- 1 USS Kitty Hawk (CV-63)
- 5 USS Constellation (CV-64)

Il participe à l'Opération Earnest Will dans le Golfe Persique (1987-88), à l'Opération Bouclier du désert (1990) et l'Opération Tempête du désert (1991) durant la guerre du golfe ainsi qu'au RIMPAC 94.

### Années 2000-2010

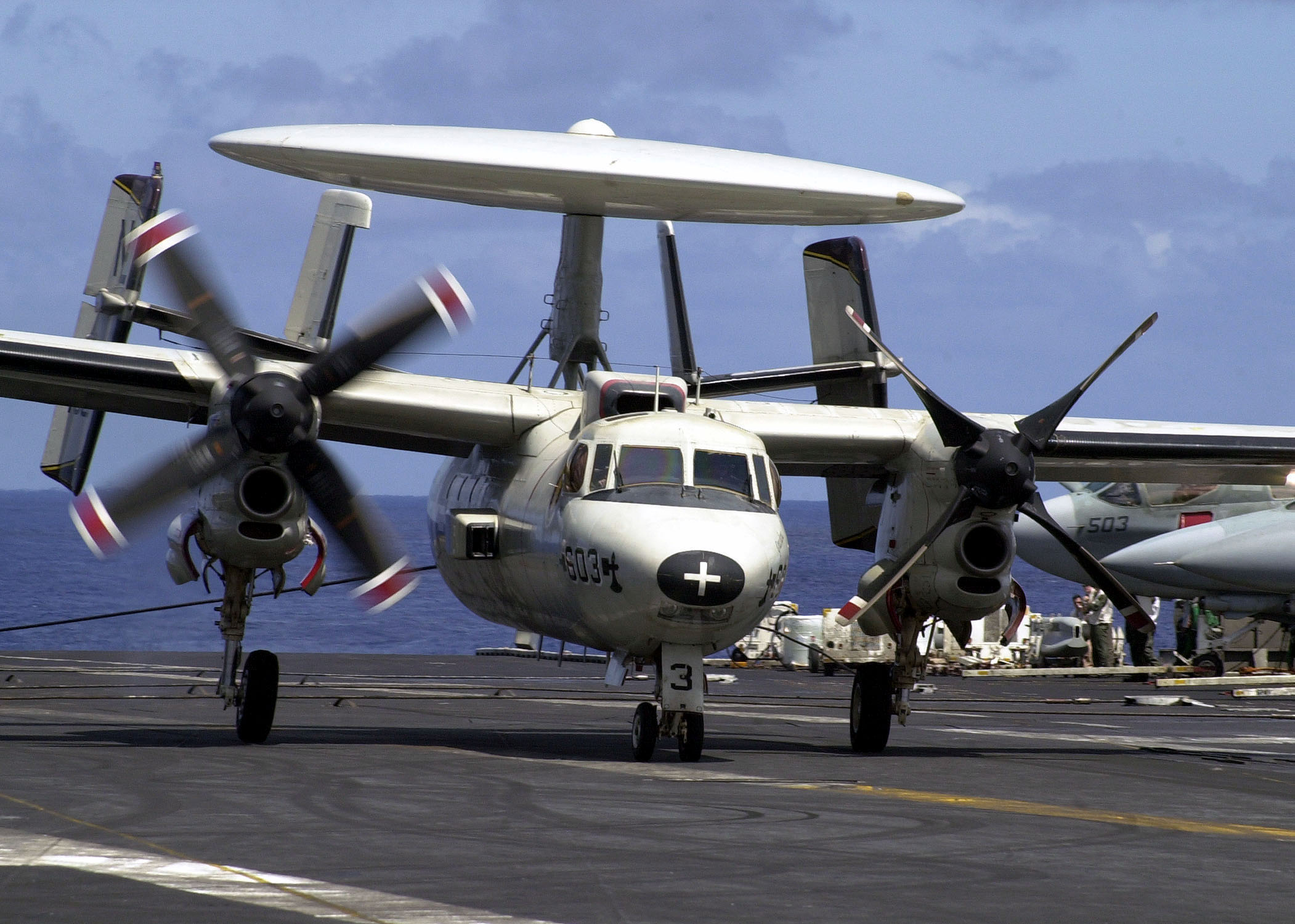
E-2C Hawkeye du VAW-116 atterrit à bord de l'USS Constellation

Durant cette période, le VAW-116 au sein du CVW-2 effectue d'abord deux déploiements à bord de l'USS Constellation dans le Pacifique occidental et le golfe Persique (2001 à 2003) fournissant une alerte avancée aéroportée pour l'Opération Southern Watch au-dessus de l'Irak et à l'appui du 5ème corps d'armée et du U.S. Marine Corps durant l'Opération Iraqi Freedom.
Entre les deux, il a servi l'Opération Noble Eagle à partir de la Base navale de Norfolk à la suite des attentats du 11 septembre 2001.
Dès 2004, le VAW-116 a embarqué  sur l'USS Abraham Lincoln (CVN-72) pour cinq déploiements (2004 à 2012). Il a d'abord participé à l'Operation Unified Assistance (en) à Banda Aceh, en Indonésie, à la suite du Séisme et tsunami de 2004 dans l'océan Indien. Puis il a participé
L'escadron a repris la mer en mars 2006 lors d'un déploiement dans le Pacifique occidental à l'appui des exercices Foal Eagle, Exercise Valiant Shield (en) et RIMPAC 2006. En 2007, dans la zone de responsabilité (AOR) de la Cinquième flotte des États-Unis l'escadron a effectué 266 missions de combat à l'appui de l'Opération Iraqi Freedom en Irak et de l'Opération Enduring Freedom en Afghanistan.

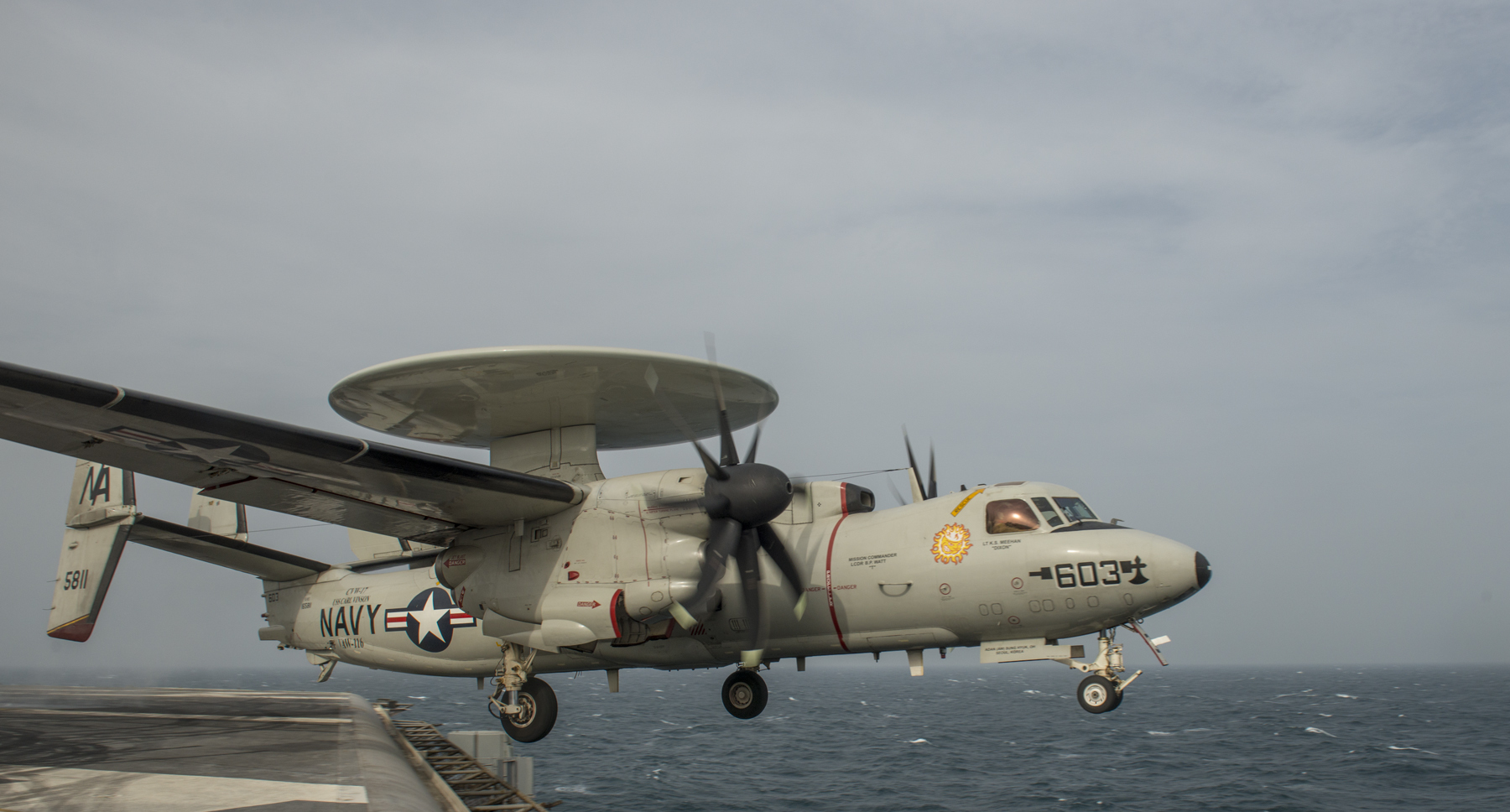
E-2C Hawkeye du VAW-116 lancé depuis l'USS Carl Vinson lors de l'opération Inherent Resolve

En 2010, l'escadron a de nouveau soutenu l'Opération Enduring Freedom en Afghanistan et l'Opération New Dawn en Irak
En octobre 2012, le VAW-116 a rejoint le Carrier Air Wing Seventeen (CVW-17) en tant que membre du Carrier Strike Group One (CSG-1) attaché à l'USS Carl Vinson (CVN-70) avec le lequel il effectue un déploiement de soutien à l'Opération Inherent Resolve pour aider à l'intervention militaire contre l'État islamique d'Irak et du Levant (EIIL), puis avec l'USS Theodore Roosevelt (CVN-71) en 217-18.

Depuis 2019 est assigné actuellement au Carrier Air Wing Seventeen (CVW-17) à bord du USS Nimitz (CVN-68) avec qui il a effectué un déploiement en 2020-21.